# Amplicephalus marginellanus
Amplicephalus marginellanus är en insektsart som beskrevs av Metcalf 1955. Amplicephalus marginellanus ingår i släktet Amplicephalus och familjen dvärgstritar. Utöver nominatformen finns också underarten A. m. faminoides.